# Poa crassicaudex
Poa crassicaudex är en gräsart som beskrevs av Joyce Winifred Vickery. Poa crassicaudex ingår i släktet gröen, och familjen gräs. Inga underarter finns listade i Catalogue of Life.